# 匹诺曹P

匹诺曹P（1986年9月15日—），是日本男性作曲家、VOCALOID P，同時也是插画家以及人物设计师，活躍於Niconico和YouTube，发表使用VOCALOID制作的乐曲。

## 經歷
2009年2月23日，投稿處女作，封面插圖為长鼻子的初音未来插图，也是匹诺曹P這個名字的由來。

2012年7月4日，由Exit音樂出版發行第一張主要专辑《Obscure Questions》。

2017年8月28日，投稿，隨後收錄於初音未來十周年官方紀念專輯《Re:Start》。

2020年1月17日，以「工藤大発見」名義投稿《極論》，首次以本人歌聲而不是使用VOCALOID創作歌曲。同年負責製作初音未來現場演唱會「魔法未來2020」的主題曲。

2021年9月17日，投稿，YouTube播放次數於同年年底突破一千萬，並登上當週《日本告示牌》用戶創作歌曲排行榜第一名。

## 音樂作品

### 主要專輯
|     | 名稱              | 發行日         | 發行         | 規格產品編號 | 備註                       |
| --- | ----------------- | -------------- | ------------ | ------------ | -------------------------- |
| 1st | Obscure Questions | 2012年7月4日   | Exit音樂出版 | QWCE-00234   |                            |
| 2nd |                   | 2014年12月3日  | U/M/A/A Inc. | UMA-1047     | 分為初回生產限定盤與通常盤 |
| 3rd | HUMAN             | 2016年11月23日 | U/M/A/A Inc. | UMA-1086     | 分為初回生產限定盤與通常盤 |
| 4th |                   | 2019年2月27日  | U/M/A/A Inc. | UMA-1118     |                            |
| 5th |                   | 2021年8月11日  | mui          | MUI-0001     |                            |
| 6th | META              | 2023年5月17日  | mui          | MUI-0002     |                            |